# Ospedaletto Lodigiano
Ospedaletto Lodigiano ist eine italienische Gemeinde mit 1991 Einwohnern (Stand 31. Dezember 2023) in der Provinz Lodi in der Region Lombardei.

## Ortsteile
Im Gemeindegebiet liegt neben dem Hauptort der Wohnplatz Cascina Mandella.